# Ian Walmsley
Ian Alexander Walmsley est prévôt de l'Imperial College de Londres où il est également président de la physique expérimentale. Il est auparavant pro-vice-chancelier pour la recherche et professeur Hooke de physique expérimentale à l'Université d'Oxford, et professeur au St Hugh's College, Oxford . Il est également directeur du pôle NQIT (Networked Quantum Information Technologies) au sein du UK National Quantum Technology Programme, dirigé par l'Université d'Oxford . Il est également membre de l'Institute of Physics, de l'American Physical Society et de l'Optical Society of America .

## Biographie
Walmsley fait ses études à l'Imperial College de Londres et à l'Institut d'optique de l'Université de Rochester . Il reçoit le Joseph F. Keithley Award for Advances in Measurement Science en 2011  et est élu membre de la Royal Society en 2012  pour ses contributions à l'optique quantique et à l'optique ultrarapide , notamment son développement du interférométrie de phase spectrale pour la technique de reconstruction de champ électrique direct (SPIDER).
En mars 2018, il est nommé prévôt de l'Imperial College de Londres, succédant à James Stirling le 1er septembre 2018 .
En octobre 2019, Walmsley cofonde ORCA Computing, pour entreprendre l'informatique quantique dans la fibre optique grâce à l'utilisation de la mémoire quantique.